# غلاديشية صغيرة الأوراق
غلاديشية صغيرة الأوراق (الاسم العلمي:Gleditsia microphylla) هي نوع نباتي يتبع جنس الغلاديشية من فصيلة البقولية.